# Brixplatz
Der Brixplatz ist ein Park von Stadtplatzgröße im Berliner Ortsteil Westend des Bezirks Charlottenburg-Wilmersdorf. Im Bebauungsplan von Neu-Westend war er ursprünglich als Platz F ausgewiesen. Im Jahr 1909 erhielt er den Namen Sachsenplatz und wurde am 31. Juli 1947 nach dem Architekten und zeitweiligen Rektor der Technischen Hochschule Charlottenburg Josef Brix umbenannt.

## Entstehung und Konzept

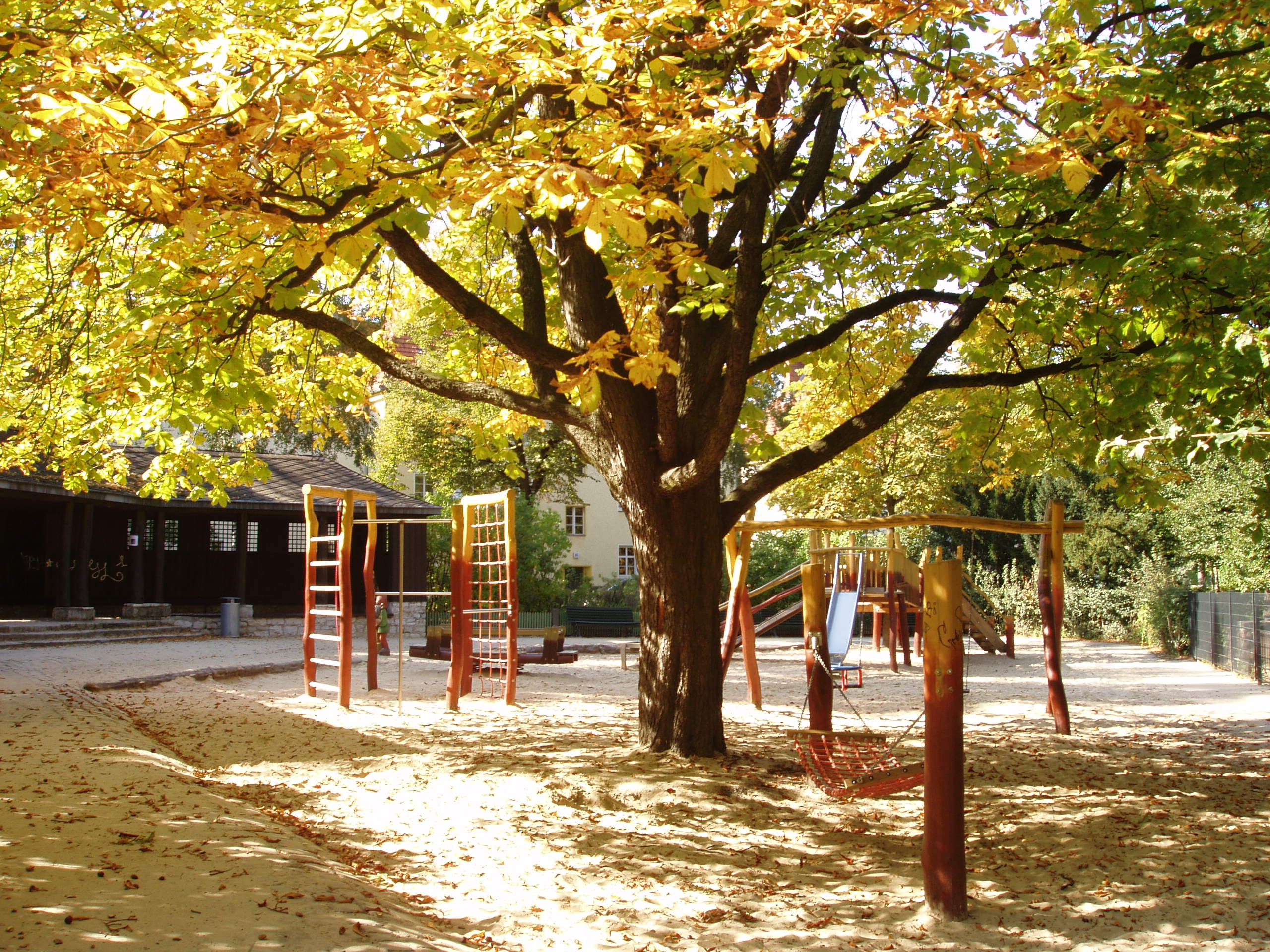
Der Kinderspielplatz auf dem Brixplatz

Auf dem Gelände einer Kiesgrube wurde 1909 in Zusammenhang mit dem dort geplanten Wohnviertel Neu-Westends eine Grünfläche in der Größe eines Stadtplatzes ausgewiesen. Erste Planungen für einen Park, der die vorhandene Senke erhält, wurden 1913 vom neu berufenen Charlottenburger Stadtgartendirektor Erwin Barth aufgegriffen und präzisiert. Inspiriert war Barth dabei vom Kölner Klettenbergpark, der von seinem Lehrer Fritz Encke entworfen worden war. Wegen des Ersten Weltkriegs konnte er erst zwischen 1919 und 1922 realisiert werden. Der 2,1 Hektar große Park soll den Stadtbewohnern die Geologie, Flora und Fauna des Brandenburger Umlandes nahebringen. So bildet die auf der Ostseite angelegte Felsformation die Rüdersdorfer Kalkfelsen nach. Zudem finden sich Situationen mit Findlingen, eine Kiesgrube mit Waldkiefern und künstlich angelegte Teich- und Sumpfbereiche als Biotop für Pflanzen und Tiere aus dem Berliner Umland, die allerdings bis 1960 der Öffentlichkeit nicht zugänglich waren. Der Entwurf wurde stark an die vorgefundene Topographie angelehnt und weist Höhenunterschiede von bis zu 14 Metern auf.
An der Nordostecke wurde ein Schulgarten angelegt, an der Südwestecke ein Kinderspielplatz. Der innere tiefergelegene Bereich des Parks mit einem künstlichen See als Zentrum war für den Besucherverkehr gesperrt, um die ungestörte Entwicklung der Flora und Fauna zu gewährleisten, wurde jedoch 1960 für die Besucher freigegeben. Dies führte seit Anfang 2006 dazu, dass Teile der Anlage durch Vandalismus beschädigt wurden.

## Künstlerkolonie
Aufgrund der attraktiven Lage zogen viele Prominente in die Mietshäuser, vor allem an der Südseite des Parks. Der Boxer Max Schmeling lernte dort seine im Nachbarhaus wohnende spätere Frau, die Schauspielerin Anny Ondra kennen. Gesellschaftlicher Mittelpunkt war wohl der Kabarettist, Dichter und Maler Joachim Ringelnatz, der von 1930 bis zu seinem Tod 1934 mit seiner Frau Leonharda, genannt „Muschelkalk“ und seinem Dackel „Frau Lehmann“ dort wohnte. Er und viele seiner Freunde waren regelmäßig in der noch heute existierenden Kneipe „Westend-Klause“ am Steubenplatz zu Gast. Im selben Haus Sachsenplatz 11 wohnte neben Schmeling und Ringelnatz auch der Schauspieler Willi Forst.
Im Haus Nummer 2 wohnte der Komponist Paul Hindemith, ebenso der Schauspieler und Regisseur Veit Harlan, heute vor allem durch seine späteren antisemitischen Hetzfilme wie Jud Süß bekannt, mit seiner Frau, der Schauspielerin Hilde Körber und seinen Kindern. Die Schauspielerin Henny Porten zog 1935 mit ihrem jüdischstämmigen Ehemann aus ihrer Dahlemer Villa zum Sachsenplatz, da sie nicht in die politisch gewünschte Scheidung einwilligte. Aufgrund der Nürnberger Rassegesetze durften sie nur ihre Köchin behalten, was zur Bewirtschaftung der großen Dahlemer Villa nicht reichte. Beide überlebten die Zeit des Nationalsozialismus am Sachsenplatz.

Gedenktafeln am Brixplatz
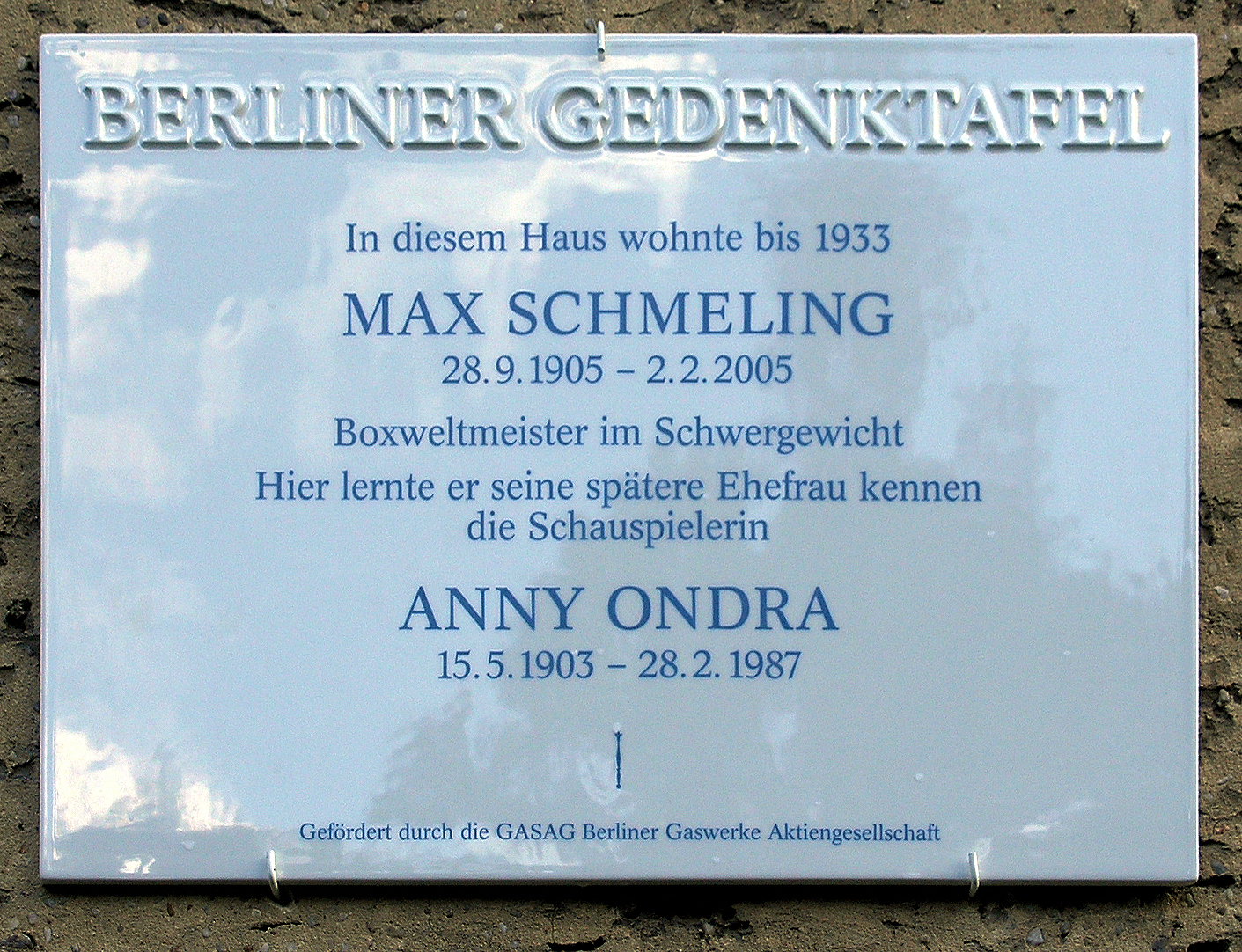
Max Schmeling und Anny Ondra (Brixplatz 9)
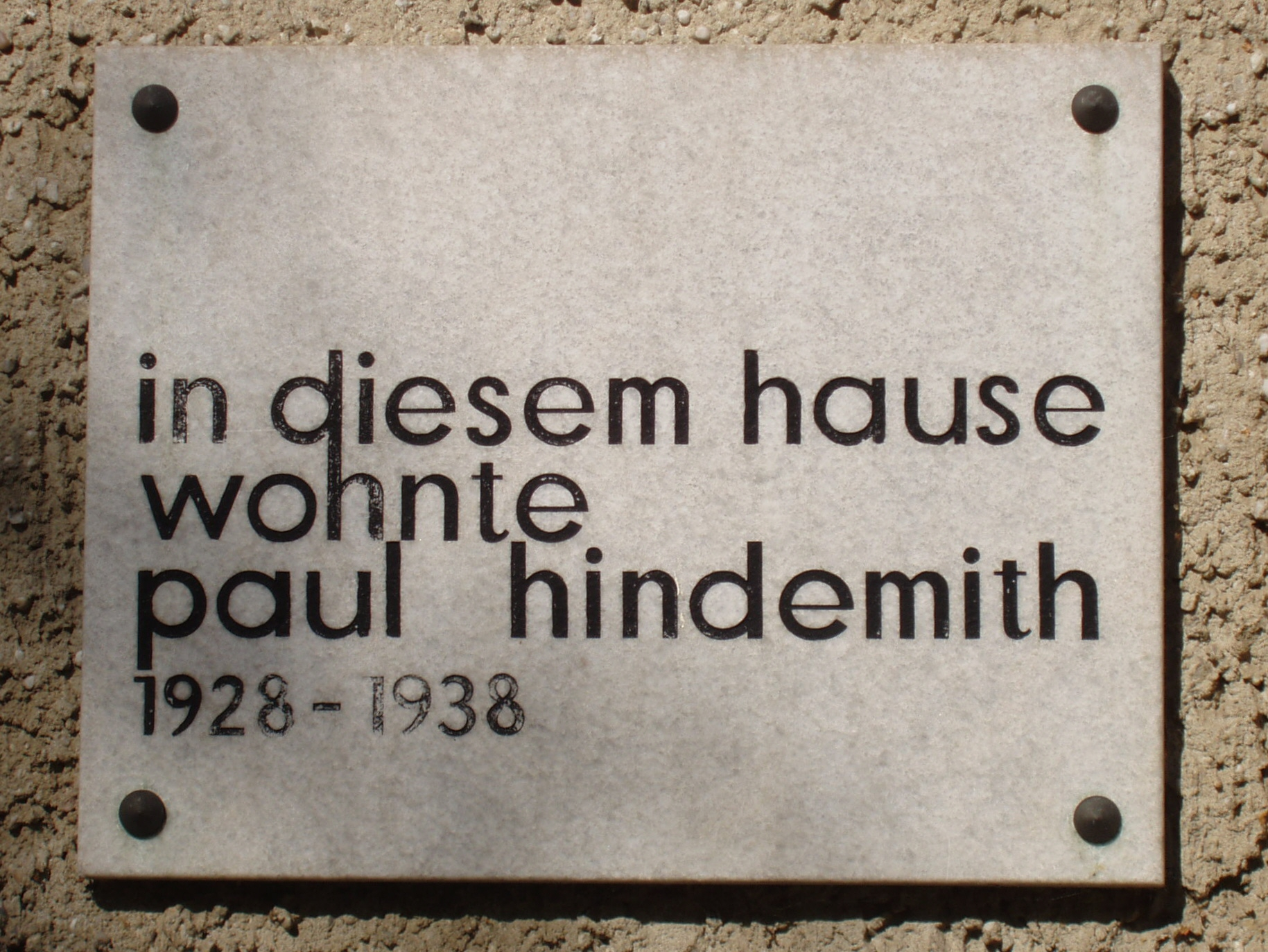
Paul Hindemith (Brixplatz 2)
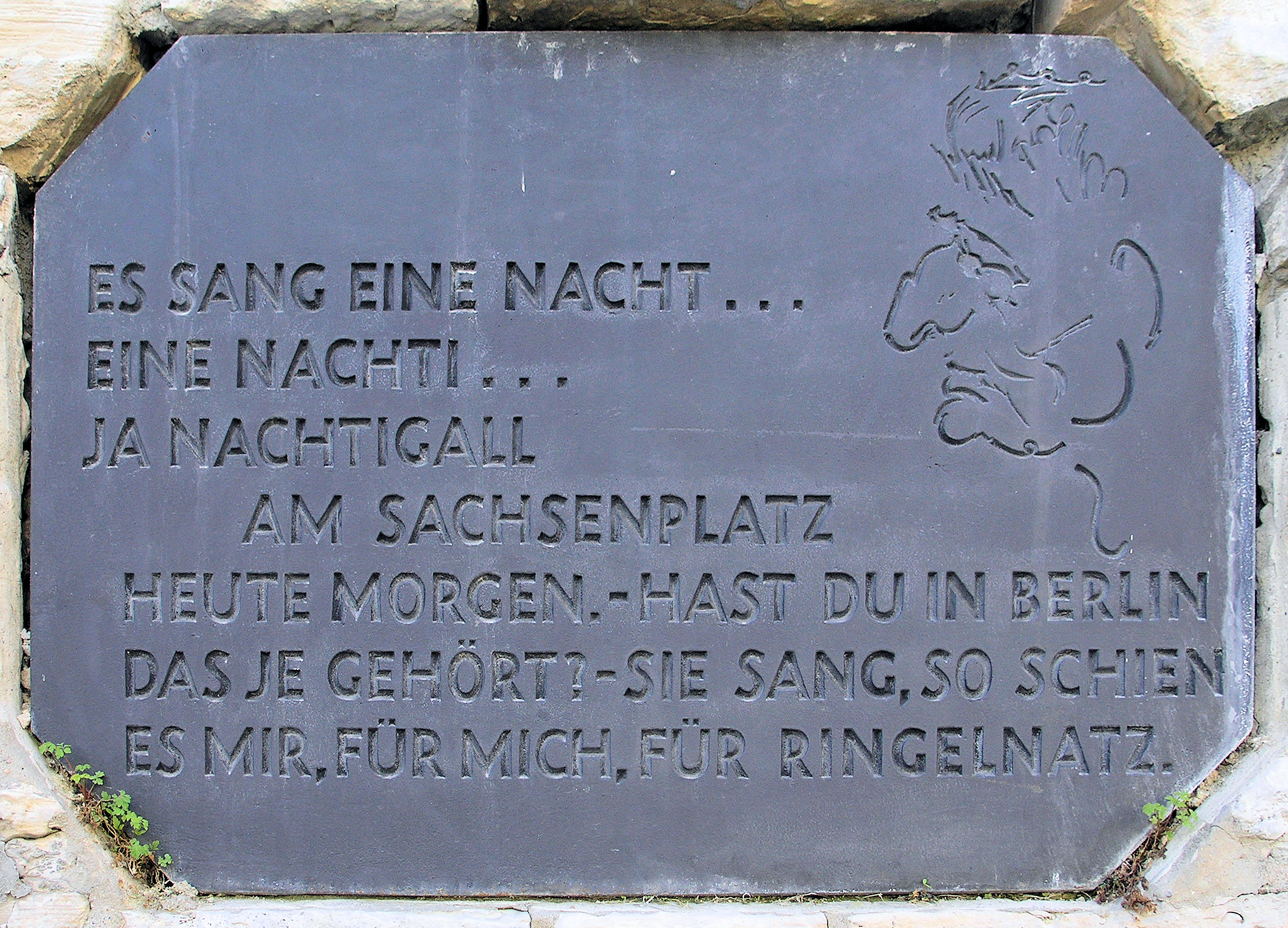
Gedenktafel mit Versen der Nachtigall am Sachsenplatz
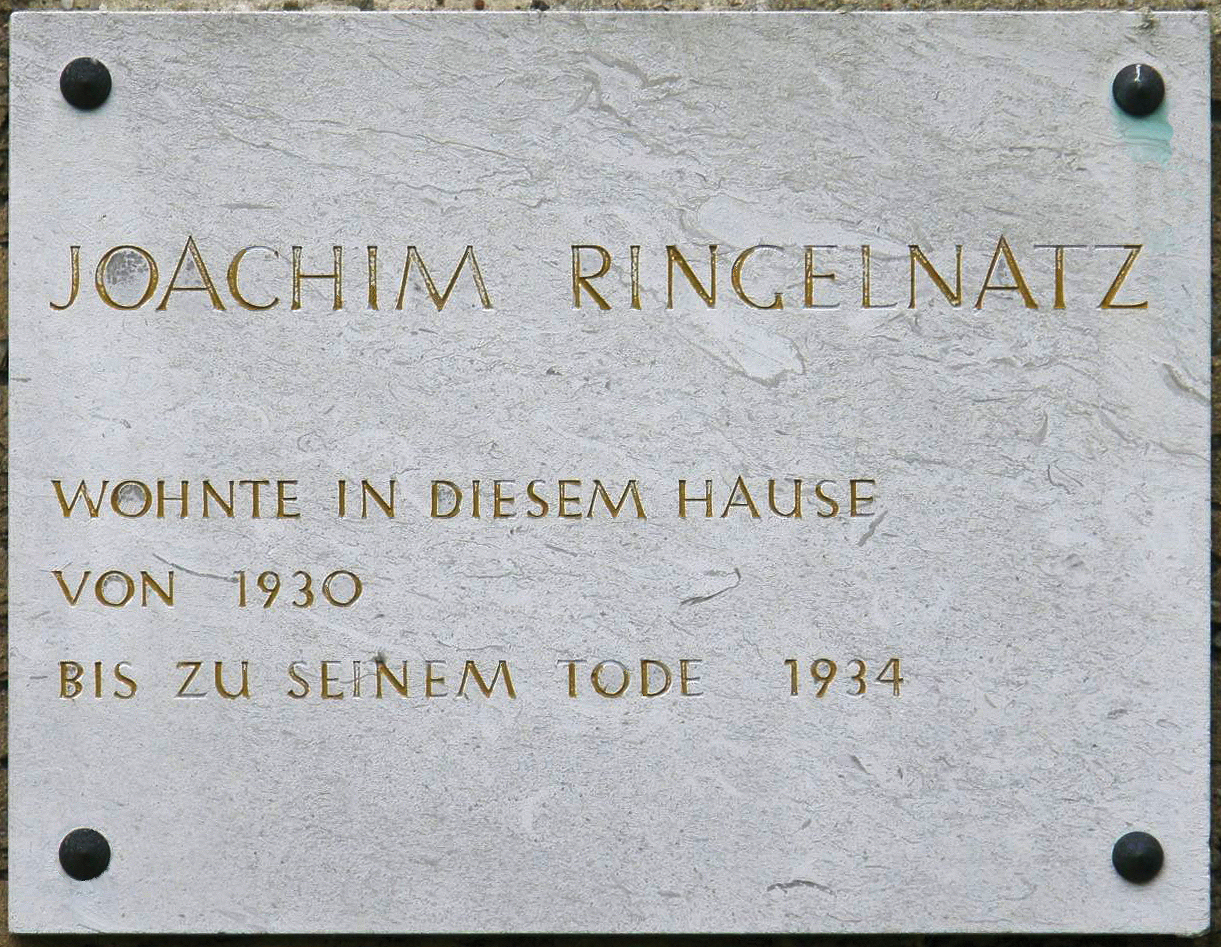
Joachim Ringelnatz (Brixplatz 11)

## Heutige Nutzung
Der Brixpark wird heute teilweise von der privaten Parkinitiative Brixplatz ehrenamtlich gepflegt, nachdem 2003 aufgrund knapper kommunaler Mittel über eine Aufgabe der Bewirtschaftung nachgedacht worden ist.

## Am Sachsenplatz: Die Nachtigall
Verewigt hat Ringelnatz den Brixpark durch das Gedicht Am Sachsenplatz: Die Nachtigall, von dem auf der Ringelnatz-Gedenktafel am Eingang zum Brixpark der Anfang wiedergegeben ist:
Es sang eine Nacht…

Eine Nachti…

Ja Nachtigall

Am Sachsenplatz

Heute morgen. – Hast Du in Berlin

das je gehört? – Sie sang, so schien

es mir, für mich. Für Ringelnatz.

Und gab mir doch Verlegenheit,

weil sie dasselbe Jauchzen sang,

das allen Dichtern früherer Zeit

durchs Herz in ihre Verse klang.

In schöne Verse!

Nachtigall

Besuche bitte ab und zu

den Sachsenplatz;

Dort wohne ich. – Ich weiß, dass du

nicht Verse suchst von Ringelnatz.

Und hatten doch die Schwärmer Recht,

die dich besangen gut und schlecht.